# Ivan Fjodorovics Paszkevics
Ivan Fjodorovics Paszkevics-Erivanszkij (oroszul: Иван Фёдорович Паскевич, граф Эриванский; Poltava, 1782. május 19. – Varsó, 1856. február 1.) orosz tábornagy, Jereván grófja, Varsó cári helytartója, az 1848–49-es szabadságharc ellen fellépő cári hadsereg főparancsnoka.
Nevének magyar átírása előfordul Paszkievics formában is, aminek az az oka, hogy lengyelül Paskiewicznek írják. A szabadságharcban magyar oldalon részt vett lengyelek jól ismerték már a tábornagyot Lengyelország orosz fennhatóság alatti részéből.

## Élete
Ivan Paszkevics 1782. május 19-én született Poltavában (Orosz Birodalom, ma Ukrajna), a zaporozsjei kozák nemesi Paszkevics családba. A szentpétervári hadapródiskolában végzett tanulmányai után, 1800-ban hadnagyként kezdte pályafutását az Orosz Császári Hadseregben (Ру́сская импера́торская а́рмия – Russzkaja imperatorszkaja armija). Hatalmas munkabírásának, kitartásának és személyes bátorságának köszönhetően gyorsan haladt előre a ranglétrán. 1810-ben már vezérőrnagy, 1811-ben egy gyalogezred parancsnoka volt. Részt vett a szmolenszki (1812. augusztus 16-18.) és a borogyinói csatában (1812. szeptember 7.).  A lipcsei csata (1813. október 19.) után altábornaggyá léptették elő. 1814-ben egy gránátosdandár parancsnokaként ott volt Párizs bevételénél (március 30.). A francia hadjárat után egy gránátos hadtest parancsnoka lett. Kitüntette magát a perzsa hadjáratban, Jereván bevételéért (1827. október 13.) megkapta a Jereván grófja címet. Az 1828–29-es orosz–török háborúban az Oszmán Birodalom kisázsiai birtokainak megszerzéséért folytatott hadműveleteket és a drinápolyi békekötés napján (1829. szeptember 14.) a cár tábornaggyá nevezte ki. 1831. június 26-án (Julián-naptár szerint június 11-én) kinevezték a lengyelországi orosz csapatok főparancsnokává. Szeptember 8-án elfoglalta Varsót és október elejére elfojtotta a lengyel szabadságharcot, ezért megkapta a Varsó hercege címet.
I. Miklós orosz cár 1832. április 4-én a Kongresszusi Lengyelország helytartójává nevezte ki. Húszéves helytartósága alatt Lengyelország önállóságának teljes felszámolására törekedett, ezért a lengyelek történelmüknek ezt az időszakát „paszkevicsi éjnek” nevezik.  I. Miklós cár Paszkevics parancsnoksága alatt kezdte meg katonai szolgálatát, ezért a tábornagyot szoros baráti viszony fűzte az uralkodóhoz, aki sokszor politikai kérdésekben is kikérte volt parancsnoka véleményét. A Szent Szövetség megújításának tekinthető münchengrätzi (1833. szeptember 18.) és berlini (1833. október 18.) szerződések így Paszkevics politikai gondolkodását is tükrözik.
1849. május 21-én létrejött az egyezség I. Ferenc József  osztrák császár és I. Miklós orosz cár között a magyar szabadságharc leverésére, és a cár a Magyarországra küldött hadsereg főparancsnokának Paszkevicset jelölte ki. A tábornagy fényes karrierjének csak egy rövid epizódja volt az alig két hónapos hadjárat. A biztos győzelemnek minden feltétele adott volt, az orosz főparancsnoknak azonban így is a vártnál több nehézséggel kellett szembenéznie. 
A több mint 190 000 főt számláló orosz hadseregben kolerajárvány pusztított, az osztrákok pedig nem teljesítették a megállapodásban előírt ellátási kötelezettségüket. Haynau és Paszkevics hadserege elvileg szövetségesként, de egymástól függetlenül működött és ez kiegyenlítettebb erőviszonyok mellett súlyos következményekkel járhatott volna. A tábornagy óvatosságból igyekezett együtt tartani hadseregét, ami mozgását lassúvá és kiszámíthatóvá tette. Miklós cárt már aggasztotta a háború elhúzódása, és a cári udvarban is rosszindulatú pletykák kaptak lábra.
A világosi fegyverletétel után azonban a cár abban a kitüntetésben részesítette Paszkevicset, hogy az orosz hadseregnek ugyanolyan tiszteletadással kellett üdvözölnie a herceget, mint az uralkodót, és e „siker” láttán az udvari intrikáknak is vége szakadt. Hálából Paszkevics 1849. augusztus 22-én Ferenc Józseftől megkapta a Katonai Mária Terézia-rend nagykeresztjét, 1849. december 31-én pedig Haynauval együtt Pest város díszpolgára lett. Szolgálatának ötvenedik évfordulóját a cárral ünnepelte Varsóban. Ekkor porosz altábornaggyá, osztrák császári altábornaggyá és a magyar kiegészítésű 37. gyalogezred tulajdonosává nevezték ki.

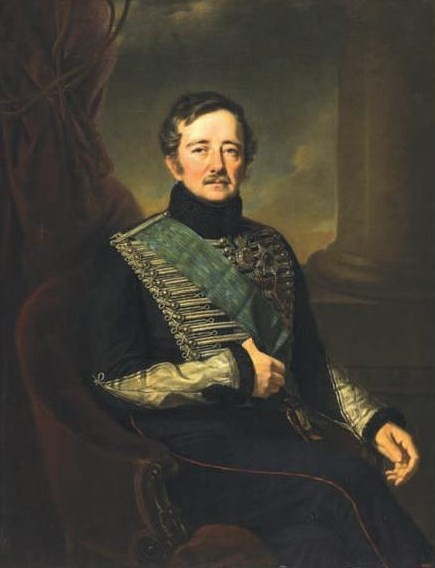
Paszkevics tábornagy, az 1848-49-es magyar szabadságharc leverője
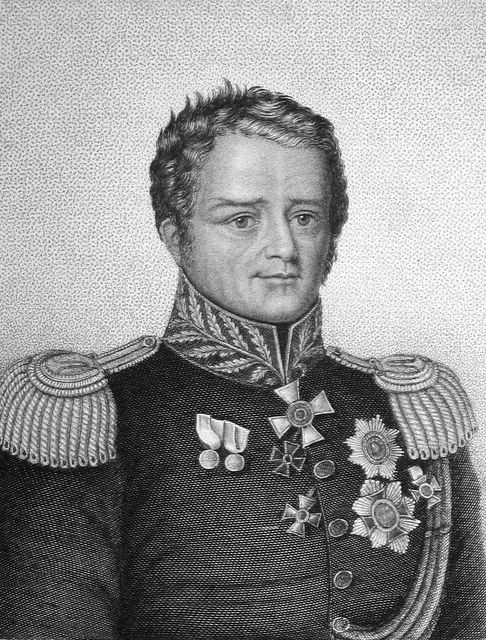
Ivan Fjodorovics Paszkevics-Erivanszkij

1854 áprilisában, krími háború idején Paszkevics a cár határozott kívánságára átvette az Al-Dunánál álló orosz sereg fővezérletét, de Szilisztra ostrománál, 1854. június 8-án megsebesült és kénytelen volt nyugdíjaztatását kérni. Élete utolsó éveit Varsóban töltötte.